# Сибил
Сибил (енгл. Cybill) је амерички телевизијски ситком чији је творац Чак Лори. Емитована је на Си-Би-Ес-у од 2. јануара 1995. године до 13. јула 1998. године. Серија прати живот Сибил Шеперд, двоструко разведене самохране мајке двоје деце. Алисија Вит и Диди Фајфер су глумиле њене ћерке, а Алан Розенберг и Том Вопат су глумили њихове очеве, док је Кристина Баранска глумила Сибилину тврдоглаву пријатељицу Маријан.
Сибил је номинована са дванаест Награда Еми, 1996. године освојила је награду Златни глобус за најбољу телевизијску серију - мјузикл или комедију. Шеперд је освојила трећу награду Златни глобус за најбољу глумицу у ТВ мјузиклу или комедији, за њен перформанс. Баранска је добила награду Еми, награду удружења филмских глумаца и награду америчке комедије.

## Радња
Радња се одвија у Лос Анђелесу. Серија прати лик помало избледеле глумице Сибил Шеперд (Сибил Шеперд), која је због својих година пребачена у ТВ рекламе; као и њене ћерке: тврдоглаву Зое (Алисија Вит) и напету Рејчел (Диди Фајфер); два бивша супруга: Ира (Алан Розенберг) и Џефа (Том Вопат) и њену најбољу пријатељицу Мариан (Кристина Баранска). Многе епизоде су приказане као серија унутар серије, показујући како Сибил Шеперд глуми многе филмске и телевизијске улоге.
У својој аутобиографији, Непослушна Сибил, Шеперд је изјавила да се Сибилин лик засновала на себи - или барем ономе што би могао бити њен живот као глумице без успеха Последње биоскопске представе. Многи детаљи серије извучени су из њене породице, бракова и искустава.

## Улоге
- Сибил Шеперд (Сибил Шеперд)[6] - глумица која је имала разноврсну, иако осредњу каријеру (која се, чак и у дане славе, чинила да се углавном састојала од телевизијских реклама и сапуница). Сада открива да је, обзиром на године, улоге све теже пронаћи и да се квалитет улога које јој се нуде смањује. Чини се да се њена богатства током серије разликују. Понекад има доследан посао и чини се да је релативно богата, други пут се труди да нађе и задржи посао, а чини се да се бори са финансијом; ова недоследност може се приписати природи њене каријере, јер чак и најуспешнији глумци имају професионалне успоне и падове, како финансијски тако и креативно. Сибил је прилично ексцентрична феминисткиња која практикује филозофију Њу ејџа, као и урођени Јужњак из Мемфиса (Тенеси). Њене гласне, јавне и искрене љутње о женској сексуалности, њеној хировитости, огорчењу и хистерији, као и њене изложбе „доле“ домаћег понашања Јужњака често срамоте њене две ћерке, Зое и Рејчел. Сибил има грађански однос са својим бившим мужевима, Џефом и Иром. Међутим, понекад „пребаци" Иру како ју је контролисао када су били у браку. Њена најбоља пријатељица је Мариана Троп, богата распуштеница, коју емоционално подржава и помаже јој у њеном огорченом рату са бившим мужем. Сибилина супарница, Андреа (Морган Ферчајлд), је такође често била мета њених незрелих подвала и њихово непријатељство изазвала је личним понижењима, професионалним губицима и повредама са обе стране. Сибил има необичан смисао за хумор и „отрован" језик. Иако ексцентрична, њена снага и мудрост зрачи у подршци њене породице и пријатеља.[7]
- Мариан Троп (Кристина Баранска)[6] - Сибилова најбоља пријатељица, бивша рецепционерка, која је сада невероватно богата због развода са својим неверним бившим мужем, славним пластичним хирургом Ричардом Торпом (ретко/никад виђен лик). Мариан је досадан, огорчен алкохоличар који често изгледа нестабилно и емоционално зависно од Сибил. Она се раскошно проводи, пије и прогони млађе мушкарце. Током серије има неколико „здравих" односа са мушкарцима својих година, укључујући и Сибилиног бившег супруга Ира, али то не потраје. Има сина Џастина (Дени Мастерсон), који је ретко посећује. Страствени еколог са претераним либералним уверењима, Џастин се сукобљава са својим неозбиљним и екстравагантним начином живота. Марианова најдоследнија и најздравија веза је са Сибил. Већину времена проводи у њеној кући и укључује се у Сибилов породични живот како би ублажила властиту досаду. Иако су њене примедбе неприкладне, жестоке и циничне, она је стална Сибилина подршка у кључним тренуцима.
- Зоа Вудбаин (Алисија Вит)[6] - Сибилова млађа ћерка, средњошколка, сјајна тинејџерка, бунтовница која је саркастичнија од мајке. Она је клавирски виртуоз (као и Вит) и нада се да ће похађати Конзерваторијум музике у Лос Анђелесу. Она је главни заговорник целибата. У каснијим сезонама, она је поново у вези са Мариановим отуђеним сином.
- Рејчел Робинс Менинг (Диди Фајфер)[6] - Сибилова старија ћерка, напета је и уображена, удата је за Кевина Менинга (Питер Краузе), једнако напет, несигуран доцент из Бостона. Она је склона хистеријама сличних мајчиним, посебно током трудноће, у првој и четвртој сезони. Рејчел и Кевин прво добијају дечака Вилијама; а затим девојчицу Аманду.
- Џеф Робинс (Том Вопат)[6] - Сибилин први муж, холивудски каскадер. Иако су његове бројне несмотрености биле разлог развода, Сибил и Џеф (има добро срце) и даље имају добри однос, због њихове ћерке и унука (Џеф је живео изнад Сибилине гараже у првим сезонама).
- Ира Вудбаин (Алан Розенберг)[6] - Сибилин други супруг је потпуна супротност њеног првог мужа, Џефа. Скроман и прилично неуротичан, сјајан је писац. Његов брак са Сибил завршио је зато што није био у стању да престане да покушава да контролише њен живот; чак ни у разводу, он не може да се умеша у њен живот. У неколико епизода друге сезоне био је уплетен са Мариан.

## Епизоде
| Сезона | Сезона | Епизоде | Епизоде | Оригинално емитовање | Оригинално емитовање |
| Сезона | Сезона | Епизоде | Епизоде | Премијера            | Финале               |
| ------ | ------ | ------- | ------- | -------------------- | -------------------- |
|        | 1.     | 13      | 13      | 2. јануар 1995.      | 15. мај 1995.        |
|        | 2.     | 24      | 24      | 17. септембар 1995.  | 20. мај 1996.        |
|        | 3.     | 26      | 26      | 16. септембар 1996.  | 19. мај 1997.        |
|        | 4.     | 24      | 24      | 15. септембар 1997.  | 13. јул 1998.        |

## Резултат

### Награде и номинације
Сибил је номинован са дванаест награда Еми током целог приказивања, освојивши три. Номинована за свој перформанс у свакој сезони, Баранска је била једина која је освојила ову награду, такође, добила је награду америчке комедије, награду удружења филмских глумаца и награду гледаоца за квалитетну телевизију, док је Шеперд 1996. године добила награду Златни глобус за најбољу глумицу у ТВ мјузиклу или комедији. Исте године, ситком је освојио награду Златни глобус за најбољу телевизијску серију - мјузикл или комедију.

### Оцене
Серија је добила респектабилне (иако никад спектакуларне) оцене током читавог емитовања, али ју је Си-Би-Ес нагло отказао на крају сезоне 1997-98. године, након што је приметан пад рејтинга. Серија је заправо повучена из распореда Си-Би-Ес-а након емитовања епизоде 8. априла 1998. године; преостале нове епизоде које су већ произведене емитоване су током лета. Касније је тврђено да је до отказивања дошло зато што је каналу било неугодно због Сибилине феминистичке наклоности и искреног приказивања женске сексуалности. Отказивање нису очекивали запослени, јер се серија завршила литицом и писало је „Наставиће се". У тренутку отказивања, серија је имала веће оцене од Неш Бриџиза (1996-2001) који су наставили да емитују на Си-Би-Ес-у.

#### Просечне сезонске оцене
| Сезона | Сезона    | Време | Премијера          | Завршетак    | Сезонски ранг | Гледаоци (у милионима) |
| ------ | --------- | --- | ------------------ | ------------ | ------------- | ---------------------- |
| 1      | 1994-1995 | Понедељак у 21:30                                                                                             | 2. јануар 1995     | 15. мај 1995 | #22           | 12.8                   |
| 2      | 1995-1996 | Недеља у 20:00 (епизоде 1-11, 13-16, 18-20) Понедељак у 21:30 (епизода 12) Недеља у 20:30 (епизода 17, 21-24) | 17. септембар 1995 | 20. мај 1996 | #50           | 10.0                   |
| 3      | 1996-1997 | Понедељак у 21:30 (епизоде 1-18) Понедељак у 21:00 (епизоде 19-26)                                            | 16. септембар 1996 | 19. мај 1997 | #30           | 10.5                   |
| 4      | 1997-1998 | Понедељак у 21:00 (епизоде 1-12, 18-21) Среда у 20:30 (епизоде 13-17) Понедељак у 21:30 (епизоде 22-24)       | 15. септембар 1997 | 13. јул 1998 | #50           | 8.3                    |

### Награде и номинације
| Награда                                            | Година | Категорија                                                                  | Примаоци                                                                              | Резултат   | Реф.   |
| -------------------------------------------------- | ------ | --------------------------------------------------------------------------- | ------------------------------------------------------------------------------------- | ---------- | ------ |
| Награду америчке комедије                          | 1996   | Смешни женски извођач у ТВ серији                                           | Кристина Баранска                                                                     | Освојено   | [ 12 ] |
| Медијска награда ГЛААД                             | 1997   | Изванредна ТВ - Индивидуална епизода                                        |                                                                                       | Номинација | [ 13 ] |
| Награда Златни глобус                              | 1996   | Најбоља телевизијска серија - мјузикл или комедија                          |                                                                                       | Освојено   | [ 14 ] |
| Награда Златни глобус                              | 1996   | Златни глобус за најбољу глумицу у ТВ мјузиклу или комедији                 | Сибил Шеперд                                                                          | Освојено   | [ 14 ] |
| Награда Златни глобус                              | 1996   | Најбоља споредна глумица - серије, минисерије или телевизијски филм         | Кристина Баранска                                                                     | Номинација | [ 14 ] |
| Награда Златни глобус                              | 1997   | Најбоља глумица телевизијске серије - мјузикл или комедија                  | Сибил Шеперд                                                                          | Номинација | [ 14 ] |
| Награда Златни глобус                              | 1997   | Најбоља споредна глумица - серије, минисерије или телевизијски филм         | Кристина Баранска                                                                     | Номинација | [ 14 ] |
| Награде Интернет филмског и телевизијског удружења | 1997   | Најбоља глумица у серији                                                    | Кристина Баранска                                                                     | Номинација | [ 15 ] |
| Награде Интернет филмског и телевизијског удружења | 1997   | Најбоља глумица у серији комедије                                           | Сибил Шеперд                                                                          | Номинација | [ 15 ] |
| Награде Интернет филмског и телевизијског удружења | 1997   | Најбоља споредна глумица у серији комедија                                  | Кристина Баранска                                                                     | Номинација | [ 15 ] |
| Награде Интернет филмског и телевизијског удружења | 1998   | Најбоља глумица у серији комедије                                           | Сибил Шеперд                                                                          | Номинација | [ 16 ] |
| Награде Интернет филмског и телевизијског удружења | 1998   | Најбоља споредна глумица у серији комедија                                  | Кристина Баранска                                                                     | Номинација | [ 16 ] |
| Награда Еми за ударне термине                      | 1995   | Награда Еми за најбољу главну глумицу у хумористичкој серији                | Сибил Шеперд                                                                          | Номинација | [ 17 ] |
| Награда Еми за ударне термине                      | 1995   | Награда Еми за најбољу споредну глумицу у хумористичкој серији              | Кристина Баранска                                                                     | Освојено   | [ 18 ] |
| Награда Еми за ударне термине                      | 1995   | Изузетно индивидуално достигнуће у уметничкој режији за серију              | Гарвин Еди и Рошел Мосер                                                              | Освојено   | [ 19 ] |
| Награда Еми за ударне термине                      | 1995   | Изузетно индивидуално достигнуће у костимографији за серију                 | Роберт Турторис                                                                       | Номинација | [ 20 ] |
| Награда Еми за ударне термине                      | 1996   | Изузетна водећа глумица у серији комедија                                   | Сибил Шеперд                                                                          | Номинација | [ 21 ] |
| Награда Еми за ударне термине                      | 1996   | Изузетна споредна глумица у серији комедија                                 | Кристина Баранска                                                                     | Номинација | [ 22 ] |
| Награда Еми за ударне термине                      | 1996   | Изузетно индивидуално достигнуће у уметничкој режији за серију              | Гарвин Еди и Рошел Мосер                                                              | Номинација | [ 23 ] |
| Награда Еми за ударне термине                      | 1996   | Изванредан костимограф за серију                                            | Марион Кирк, Данило Грант и Лезли Симонс Пот                                          | Освојено   | [ 24 ] |
| Награда Еми за ударне термине                      | 1996   | Изузетно мешање звука за комедије или посебну серију                        | Џери Клеманс, Едвард Мошковиц и Крејг Портер                                          | Номинација | [ 25 ] |
| Награда Еми за ударне термине                      | 1997   | Изузетна водећа глумица у серији комедија                                   | Сибил Шеперд                                                                          | Номинација | [ 26 ] |
| Награда Еми за ударне термине                      | 1997   | Изузетна споредна глумица у серији комедија                                 | Кристина Баранска                                                                     | Номинација | [ 27 ] |
| Награда Еми за ударне термине                      | 1998   | Изузетна споредна глумица у серији комедија                                 | Кристина Баранска                                                                     | Номинација | [ 28 ] |
| Награда Сателит                                    | 1997   | Најбоља телевизијска серија - мјузикл или комедија                          |                                                                                       | Номинација | [ 29 ] |
| Награда Сателит                                    | 1997   | Најбоља глумица - мјузикл или комедија телевизијске серије                  | Сибил Шеперд                                                                          | Номинација | [ 29 ] |
| Награда Удружења филмских глумаца                  | 1996   | Награда Удружења глумаца за најбољу глумицу у хумористичкој серији          | Кристина Баранска                                                                     | Освојено   | [ 30 ] |
| Награда Удружења филмских глумаца                  | 1996   | Награда Удружења глумаца за најбољу глумачку поставу у хумористичкој серији | Кристина Баранска, Диди Фајфер, Алан Розенберг, Сибил Шеперд, Алисија Вит и Том Вопат | Номинација | [ 30 ] |
| Награда Удружења филмских глумаца                  | 1997   | Изузетна представа глумице у комедији                                       | Кристина Баранска                                                                     | Номинација | [ 31 ] |
| Гледаоци за телевизијске награде за квалитет       | 1996   | Најбоља глумица у квалитетној комедији                                      | Сибил Шеперд                                                                          | Номинација | [ 32 ] |
| Гледаоци за телевизијске награде за квалитет       | 1996   | Најбоља глумица у споредној квалитети                                       | Кристина Баранска                                                                     | Освојено   | [ 32 ] |
| Гледаоци за телевизијске награде за квалитет       | 1997   | Најбоља глумица у споредној квалитети                                       | Кристина Баранска                                                                     | Номинација | [ 33 ] |

## Домаћи медији

### Регион 1
Студио Први поглед 16. септембра 2008. године издали су ДВД Сибил: Колекционарско издање са два диска.

### Регион 2
Anchor Bay Entertainment је издао целу серију на ДВД-у у Великој Британији.
| Назив ДВД-а              | Еп# | Датум изласка      |
| ------------------------ | --- | ------------------ |
| Комплетна прва сезона    | 13  | 24. април 2006     |
| Комплетна друга сезона   | 24  | 2. јул 2007        |
| Комплетна трећа сезона   | 26  | 5. мај 2008        |
| Комплетна четврта сезона | 24  | 4. август 2008     |
| Комплетни сет за кутије  | 87  | 29. септембар 2008 |